# Гримальди, Джозеф
Джозеф Гримальди (англ. Joseph Grimaldi; 18 декабря 1778 — 31 мая 1837) — английский актёр, отец современной клоунады, один из самых известных клоунов Англии, считающийся первым клоуном с белым (европейским) лицом. Именно выступления Гримальди сделали Клоуна, как персонажа, центральной фигурой британских арлекинад.

## Биография

### Семья и детство

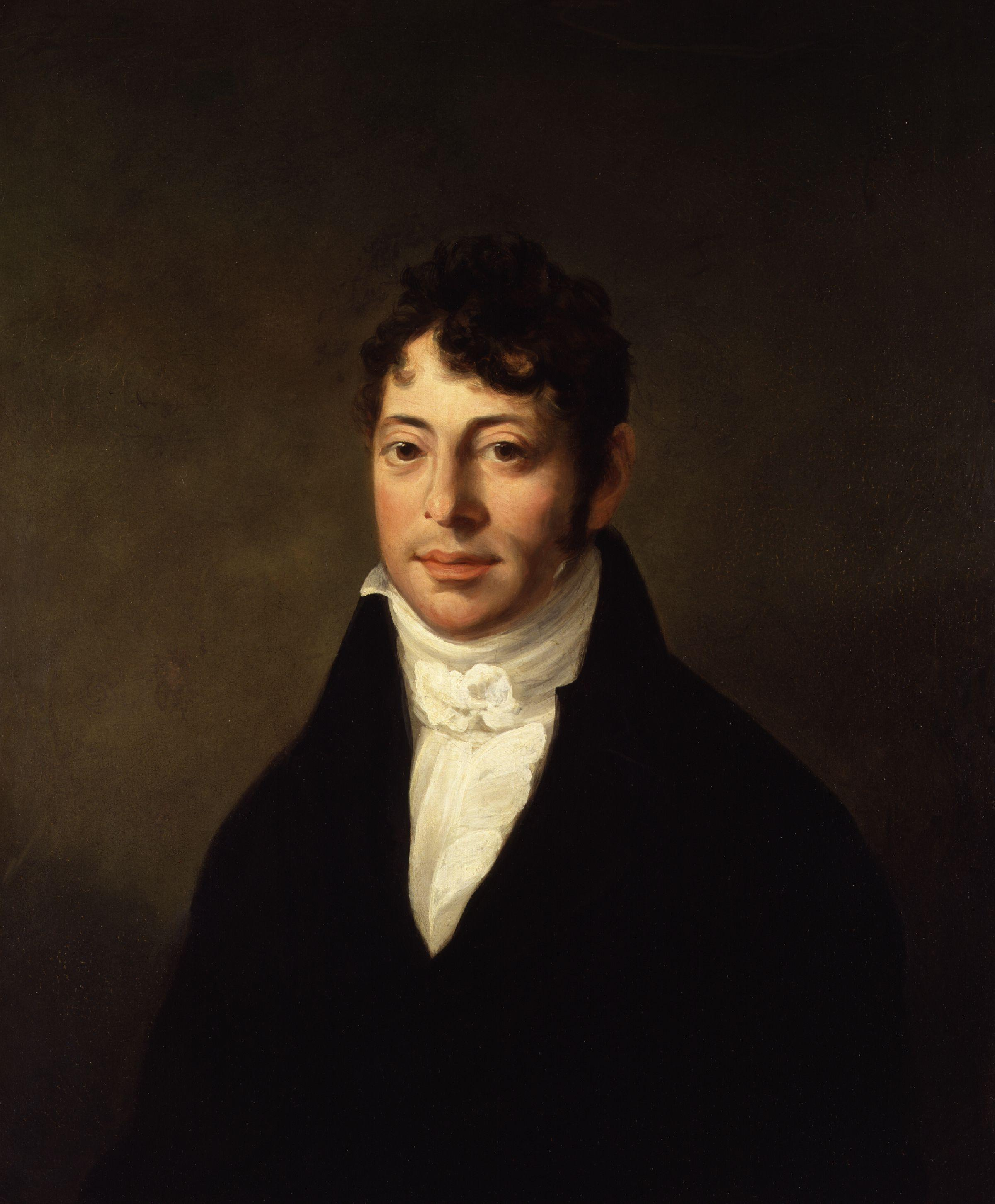
Портрет Джозефа Гримальди кисти Джона Каусе (John Cawse)

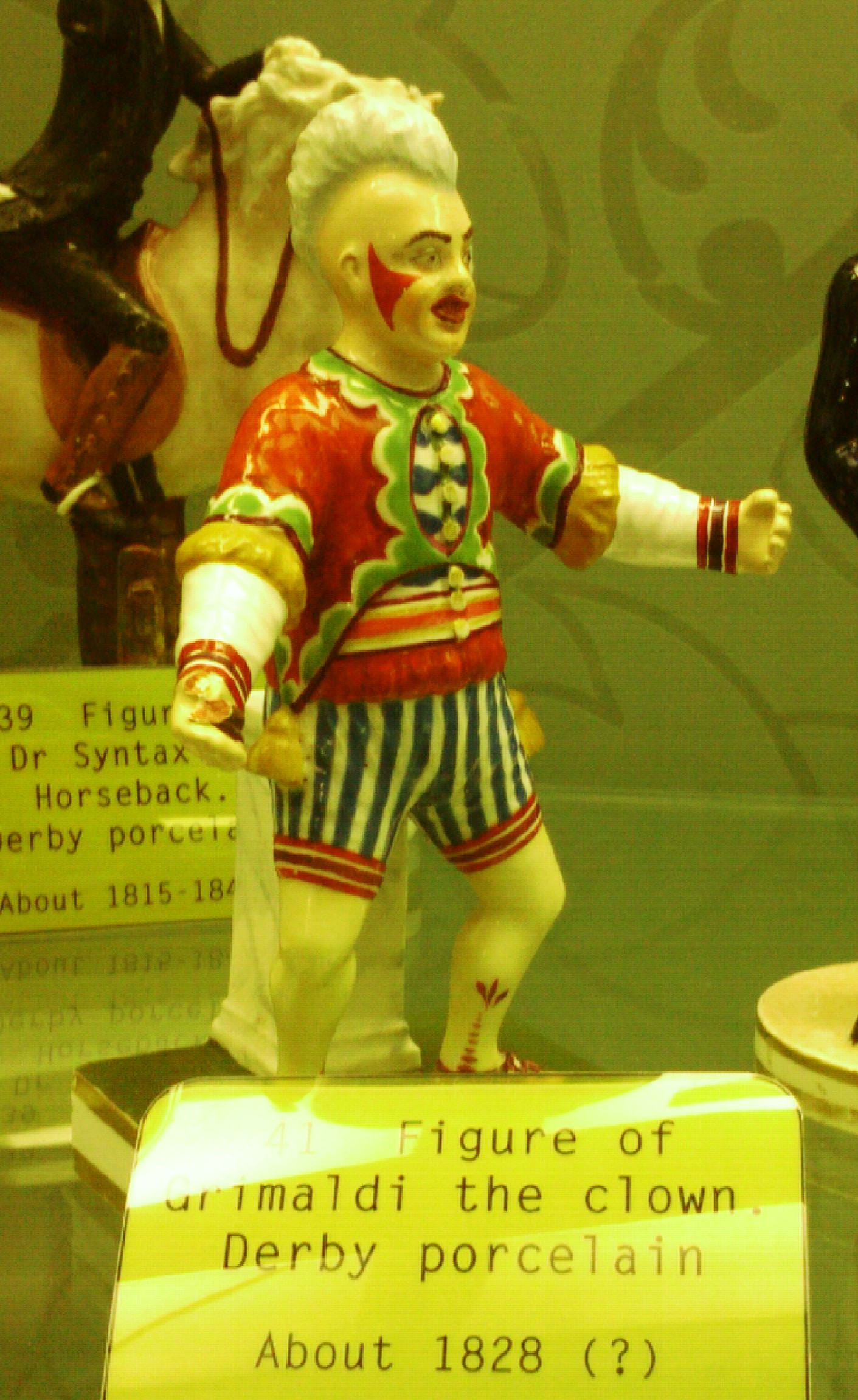
Фигурка производства Дербской фарфоровой мануфактуры, изображающая Джозефа Гримальди. Из коллекции Музея и художественной галереи Дерби

Гримальди родился в одном из лондонских районов в семье итальянца, синьора Джузеппе (Джозефа) Гримальди, имевшего в лондонских театральных кругах прозвище Железноногий (англ. iron legs), пантомимиста, циркового художника и балетмейстера театра «Друри-Лейн». Матерью маленького Джозефа была Ребекка Брукер, танцовщица кордебалета. Отец Гримальди умер в 1788 году, оставив семью в долгах, когда Джозефу было всего девять лет. В возрасте менее двух лет Джозеф впервые играет небольшую роль на сцене лондонского театра «Друри-Лейн», а в возрасте менее трёх лет он периодически начинает выступать на сцене театра «Садлерс Уэллс».
Достигнув юношеского возраста, Гримальди влюбляется в дочь владельца театра «Садлерс Уэллс» и женится на ней. Через восемнадцать месяцев Мария Гримальди умирает во время родов. Гримальди находит утешение в работе, и, через некоторое время, женится ещё раз. Впоследствии его сын, Джозеф Сэмюэль Гримальди, присоединится к семейной театральной профессии, однако в возрасте тридцати лет сопьётся и умрёт.

### Карьера
Гримальди считается непревзойденным в амплуа клоуна-мима, достигнув оглушительного успеха в постановке Королевского театра Ковент-Гарден «Сказки матушки Гусыни» и закрепив впоследствии свой успех в других постановках.
В своём деле Джозеф Гримальди являлся безусловным новатором, поскольку его персонаж — клоун по имени Джой (Joey ; игра слов от англ. joy — радость) был, для того времени, современным клоуном, амплуа которого, тем не менее, основывалось на традиционной роли простака и дурачка, шедшей ещё со времен комедии дель арте. Основываясь на этом новаторстве, персонаж Гримальди становится центральным персонажем арлекинад. Его комедийная грация была необычна, он хорошо придумывал визуальные трюки и буффонады, умело вызывая смех публики. Ко времени, когда становятся популярны мюзик-холлы, Гримальди вводит в театр женскую пантомиму, а также заводит традицию непосредственного участия присутствующей публики в представлении.
Знаменитый в англоязычном мире «анекдот о грустном клоуне» (в котором доктор советовал клиенту различные способы выхода из тяжёлой депрессии, и в итоге порекомендовал сходить на представление одного клоуна, после чего клиент признался, что он и есть тот самый клоун) изначально рассказывали о самом Гримальди.

### Уход на пенсию

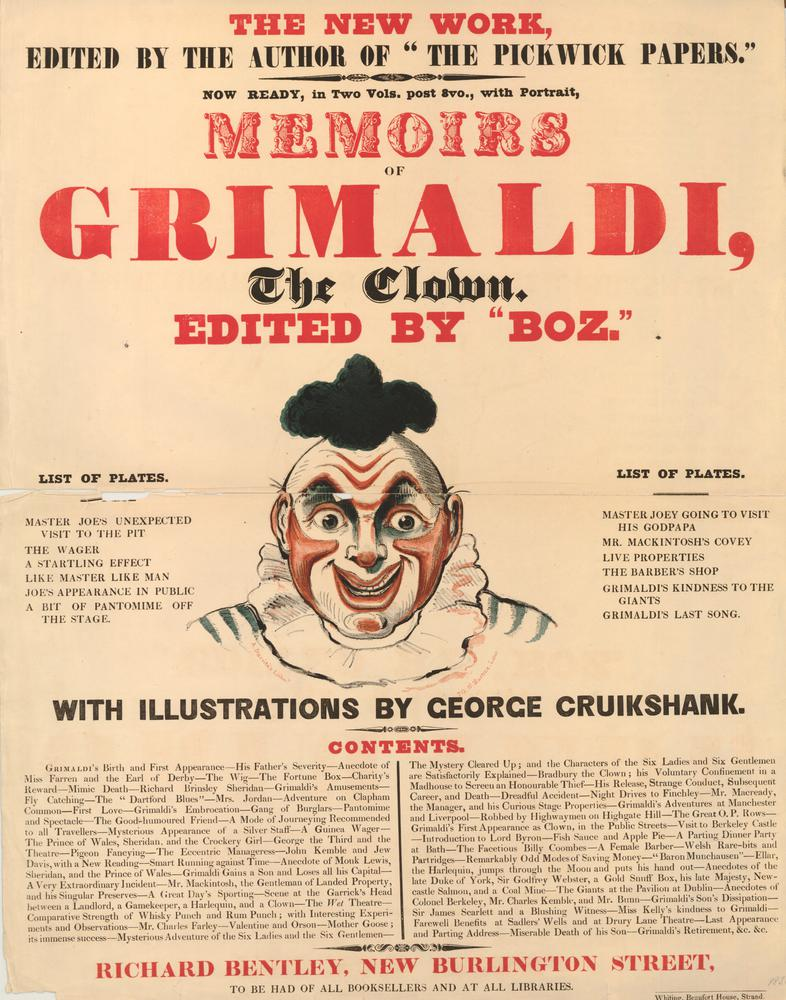
Рекламный плакат к «Мемуарам Гримальди». 1838 год.

Постепенно возраст даёт о себе знать, и, страдая от различных болезней, Гримальди уходит со сцены. В своей прощальной речи он говорил своим слушателям:
Я безжалостно износил себя, подстёгиваемый собственными амбициями, и расплатился за это преждевременным старением. Уже четыре года, как я совершил свой последний прыжок, стащил последнюю устрицу, сварил последнюю сосиску и теперь собираюсь уйти на покойОригинальный текст (англ.)Like vaulting ambition, I have overleaped myself and pay the penalty in advanced old age. It is four years since I jumped my last jump, filched my last oyster, boiled my last sausage and set in for retirement
К 1828 году Гримальди полностью разоряется, и в театрах «Ковент Гарден» и «Садлер Уэллс» проходят благотворительные спектакли, ставящие своей целью собрать денег на проживание Гримальди. Фондом «Друри-Лейн» ему была назначена пенсия в 100 фунтов стерлингов в год.
В последние годы жизни Джозеф Гримальди едва мог ходить, и много времени проводил в лондонской таверне под названием Cornwallis Tavern. Владелец таверны Джордж Кук по вечерам относил его домой.
Гримальди, став калекой, играя на сцене, умер в ночь на 31 мая 1837 года. Газета London Illustrated News в некрологе на его смерть написала: «Гримальди мёртв, и не оставил себе равных. Мы боимся, что дух пантомимы утрачен» (англ. Grimaldi is dead and hath left no peer. We fear with him the spirit of pantomime has disappeared).
В своём завещании Джозеф Гримальди просил, чтобы после его смерти он был обезглавлен перед погребением, якобы из-за страха погребения заживо.
Могила Джозефа Гримальди находится в парке Джозефа Гримальди (ранее во дворе часовни Сент-Джеймс), на Пентонвилл-роуд в Ислингтоне. На здании в Granville Road есть синяя табличка в память, что он когда-то жил неподалёку.